# Ras Nouadhibou
Pour les articles homonymes, voir cap Blanc.
Le Râs Nouâdhibou (رأس نواذيبو en arabe et ras Nwaddhibu en transcription internationale, anciennement cap Blanc à l'époque de l'Empire colonial français et Cabo Blanco à l'époque du Rio de Oro) est une péninsule d'environ cinquante-six kilomètres de long, partagée entre la Mauritanie à l'est, et le Sahara occidental de jure mais le Maroc de facto à l'ouest.

## Description
Sur le terrain en revanche on remarque la mainmise de la Mauritanie sur l'ensemble du Râs Nouâdibhou. Le Dakhlet Nouadhibou, connu autrefois aussi sous le nom de baie du Lévrier, sépare le râs Nouâdhibou de la côte principale.
La ville mauritanienne de Nouadhibou se trouve au nord du râs Nouâdhibou et s'ouvre sur le Dakhlet Nouadhibou ; au sud-sud-ouest de cette cité se trouve la ville sahrahouie (ou marocaine) abandonnée de Lagouira contrôlée de facto par l'armée mauritanienne.
La frontière, qui suit approximativement la médiane de la péninsule, a été tracée en 1900 pour départager les colonies française (Mauritanie, Afrique-Occidentale française) et espagnole (Río de Oro, Sahara espagnol).
C'est, avec les îles Selvagens, le refuge d'une des deux dernières populations de phoque moine de Méditerranée de l'Atlantique Nord.
Le cap a été doublé pour la première fois en 1441 par Nuno Tristão dans le cadre des expéditions lancées par Henri le Navigateur pour la circumnavigation de l'Afrique.